# ستانيسلاف لوكا
ستانيسلاف لوكا (بالرومانية: Stanislav Luca)‏ (4 أكتوبر 1990 بكيشيناو في مولدوفا - ) هو لاعب كرة قدم مولدوفي في مركز الهجوم. لعب مع FC Costuleni ‏ وFC Rapid Ghidighici ‏.

## وصلات خارجية
- ستانيسلاف لوكا على موقع قاعدة بيانات كرة القدم.إي يو (الإنجليزية)
- ستانيسلاف لوكا على موقع Soccerway.com (الإنجليزية)